# Kampioenschap van Vlaanderen 2011
Il Kampioenschap van Vlaanderen 2011, novantaseiesima edizione della corsa, valido come evento dell'UCI Europe Tour 2011 categoria 1.1, si svolse il 16 settembre 2011 su un percorso di 196,8 km. Fu vinto dal tedesco Marcel Kittel, che terminò la gara in 4h16'05" alla media di 46,1 km/h.
Furono 138 i ciclisti che portarono a termine il percorso.

## Ordine d'arrivo (Top 10)
| Pos. | Corridore           | Squadra         | Tempo    |
| ---- | ------------------- | --------------- | -------- |
| 1    | Marcel Kittel       | Skil-Shimano    | 4h16'05" |
| 2    | André Greipel       | Omega Pharma    | s.t.     |
| 3    | Michael Van Staeyen | Topsport Vl.    | s.t.     |
| 4    | Robbie McEwen       | RadioShack      | s.t.     |
| 5    | Jaŭhen Hutarovič    | FDJ             | s.t.     |
| 6    | Aleksandr Porsev    | Katusha         | s.t.     |
| 7    | Alexander Kristoff  | BMC             | s.t.     |
| 8    | Stefan van Dijk     | Verandas Wil.   | s.t.     |
| 9    | Joeri Stallaert     | Landbouwkrediet | s.t.     |
| 10   | Kevin Peeters       | Landbouwkrediet | s.t.     |